# Mistrovství České republiky v atletice 2009
40. Mistrovství České republiky v atletice 2009 se uskutečnilo ve dnech 27.–28. června 2009 v Praze.

## Medailisté

### Muži
| Soutěž                                     | Zlato                                                                | Stříbro                                                                   | Bronz                                                                           |
| 100 m                                      | Libor Žilka 10,51                                                    | Jan Veleba 10,56                                                          | Rostislav Šulc 10,56                                                            |
| 200 m                                      | Jiří Vojtík 20,94                                                    | Jan Schiller 21,34                                                        | Rostislav Šulc 21,47                                                            |
| 400 m                                      | Rudolf Götz 46,59                                                    | Petr Szetei 47,05                                                         | Petr Klofáč 47,64                                                               |
| 800 m                                      | Jiří Doupovec 1:50,99                                                | Martin Hrstka 1:51,25                                                     | Richard Svoboda 1:51,28                                                         |
| 1500 m                                     | Tomáš Belada 3:52,85                                                 | Jakub Živec 3:53,67                                                       | Tomáš Bednář 3:53,84                                                            |
| 5000 m                                     | Jan Kreisinger 14:24,24                                              | Petr Mikulenka 14:31,85                                                   | Lukáš Kourek 14:38,35                                                           |
| 10 000 m                                   | Róbert Štefko 30:44,82                                               | Filip Ospalý 30:51,22                                                     | Martin Frei 30:56,62                                                            |
| 110 m př.                                  | Tomáš Kavka 14,23                                                    | Michal Krejčí 14,34                                                       | Martin Pokorný 14,50                                                            |
| 400 m př.                                  | Josef Prorok 51,34                                                   | Jaroslav Růža 51,71                                                       | Michal Uhlík 51,94                                                              |
| 3000 m př.                                 | Petr Mikulenka 8:58,33                                               | Martin Kučera 9:06,04                                                     | Martin Mužík 9:07,76                                                            |
| 4 × 100 m                                  | Libor Žilka Jiří Vojtík Jan Ondráček Jan Stokláska Olymp Praha 40.47 | Jan Feher Rostislav Šulc Ondřej Kuptík Ondřej Benda Spartak Praha 4 41.03 | Petr Šarapatka Ludvík Bohman Tomáš Kavka Jan Schiller Slavia Praha 41.17        |
| 4 × 400 m                                  | Pavel Jiráň Martin Hošek Jiří Vojtík Petr Klofáč Olymp Praha 3:10.89 | Tomáš Bošek Michal Uhlík Tomáš Krupka Josef Prorok Slavia Praha 3:11.08   | Jindřich Šimánek Martin Čapek Tomáš Pelc Miroslav Kaplan Slavia Praha B 3:12.79 |
| Skok do výšky                              | Jaroslav Bába 2,20 m                                                 | Jan Vondra 2,10 m                                                         | Svatoslav Ton David Šutera Dalibor Hon všichni 2,05 m                           |
| Skok o tyči                                | Michal Balner 5,45 m                                                 | Jan Kudlička 5,45 m                                                       | Lukáš Bechyně 5,25 m                                                            |
| Skok daleký                                | Štěpán Wagner 7,69 m                                                 | Roman Novotný 7,68 m                                                      | Milan Pírek 7,41 m                                                              |
| Trojskok                                   | Tomáš Cholenský 15,37 m                                              | Ondřej Cais 14,89 m                                                       | Vojtěch Kučera 14,65 m                                                          |
| Vrh koulí                                  | Antonín Žalský 19,71 m                                               | Remigius Machura 18,59 m                                                  | Vladislav Tuláček 18,00 m                                                       |
| Hod diskem                                 | Jan Marcell 59,45 m                                                  | Miroslav Pudivítr 56,83 m                                                 | Igor Gondor 55,15 m                                                             |
| Hod kladivem                               | Lukáš Melich 72,96 m                                                 | Pavel Sedláček 70,77 m                                                    | Pavel Bukvic 67,06 m                                                            |
| Hod oštěpem                                | Petr Frydrych 77,44 m                                                | Jakub Vadlejch 76,24 m                                                    | Jan Syrovátko 75,60 m                                                           |
| Desetiboj Jablonec nad Nisou 30.-31.5.2009 | David Sazima 7494 bodů                                               | František Staněk 7426 bodů                                                | Pavel Baar 7336 bodů                                                            |
| 20 km chůze Poděbrady 25.4.2009            | Roman Bílek 1:31:11                                                  | Miloš Holuša 1:31:36                                                      | Jakub Zajíc 1:37:17                                                             |

### Ženy
| Soutěž                                    | Zlato                                                                                         | Stříbro                                                                                           | Bronz                                                                                  |
| 100 m                                     | Kateřina Čechová 11,71                                                                        | Kristina Bažatová 11,85                                                                           | Monika Táborská 11,88                                                                  |
| 200 m                                     | Lucie Škrobáková 24,19                                                                        | Denisa Rosolová 24,24                                                                             | Monika Táborská 24,48                                                                  |
| 400 m                                     | Zuzana Hejnová 52,61                                                                          | Jitka Bartoničková 53,66                                                                          | Drahomíra Eidrnová 54,23                                                               |
| 800 m                                     | Veronika Mráčková 2:07,60                                                                     | Radka Janoušová 2:10,97                                                                           | Karolína Jahelková 2:12,99                                                             |
| 1500 m                                    | Tereza Čapková 4:18,15                                                                        | Lenka Masná 4:18,36                                                                               | Lenka Všetečková 4:20,41                                                               |
| 5000 m                                    | Petra Kamínková 16:50,94                                                                      | Monika Preibischová 17:30,18                                                                      | Ivana Sekyrová 17:45,82                                                                |
| 10 000 m                                  | Petra Kamínková 35:43,86                                                                      | Ivana Sekyrová 36:47,66                                                                           | Iva Milešová 37:12,90                                                                  |
| 100 m př.                                 | Lucie Škrobáková 13,07                                                                        | Lenka Lepičová 14,09                                                                              | Aneta Pecnová 14,47                                                                    |
| 400 m př.                                 | Kristina Volfová 58,93                                                                        | Jana Melichová 59,88                                                                              | Lenka Švábíková 59,89                                                                  |
| 3000 m př.                                | Lucie Sekanová 10:19,68                                                                       | Eva Tománková 10:24,32                                                                            | Miroslava Petronyuková 11:19,32                                                        |
| 4 × 100 m                                 | Iveta Mazáčová Martina Dostálová Jana Sajdoková Tereza Straková Olymp Praha 46.91             | Adéla Černá Pavlína Vostatková Lenka Lepičová Petra Fairaislová Sokol SG Plzeň-Petřín 48.38       | Kateřina Líbalová Jana Janoušová Nicola Radostová Pavla Nestrašilová TEPO Kladno 49.19 |
| 4 × 400 m                                 | Lenka Švábíková Markéta Krejčí Drahomíra Eidrnová Veronika Jelínková Hvězda Pardubice 3:48.70 | Zlata Polonyiová Veronika Vojtíková-Loužecká Andrea Prudilová Tereza Straková Olymp Praha 3:53.93 | Monika Brusová Lada Studenovská Zdeňka Pražáková Lucie Šetelíková VS Tábor 4:02.46     |
| Skok do výšky                             | Iva Straková 1,89 m                                                                           | Oldřiška Marešová 1,83 m                                                                          | Barbora Laláková 1,76 m                                                                |
| Skok o tyči                               | Jiřina Ptáčníková 4,40 m                                                                      | Romana Maláčová 4,35 m                                                                            | Pavla Rybová 4,20 m                                                                    |
| Skok daleký                               | Veronika Šrámková 6,13 m                                                                      | Petra Štěpánková 6,08 m                                                                           | Kateřina Líbalová 5,87 m                                                               |
| Trojskok                                  | Martina Šestáková 14,04 m                                                                     | Lucie Májková 13,06 m                                                                             | Gabriela Vaculová 12,95 m                                                              |
| Vrh koulí                                 | Jana Kárníková 16,93 m                                                                        | Andrea Valešová 14,60 m                                                                           | Lenka Ledvinová 14,36 m                                                                |
| Hod diskem                                | Věra Cechlová 56,53 m                                                                         | Eliška Staňková 51,91 m                                                                           | Kateřina Klausová 51,09 m                                                              |
| Hod kladivem                              | Lenka Ledvinová 66,52 m                                                                       | Romana Grómanová 61,75 m                                                                          | Kateřina Šafránková 59,27 m                                                            |
| Hod oštěpem                               | Barbora Špotáková 67,58 m                                                                     | Jarmila Klimešová 57,88 m                                                                         | Irena Šedivá 47,28 m                                                                   |
| Sedmiboj Jablonec nad Nisou 30.-31.5.2009 | Eliška Klučinová 5592 bodů                                                                    | Kateřina Konvalinková 5365 bodů                                                                   | Lucie Fišerová 4837 bodů                                                               |
| 20 km chůze Poděbrady 25.4.2009           | Zuzana Schindlerová 1:35:04                                                                   | Hana Herberová 1:50:08                                                                            | Karolina Škrášková 1:55:09                                                             |